# Малахитовая шкатулка (сказ)

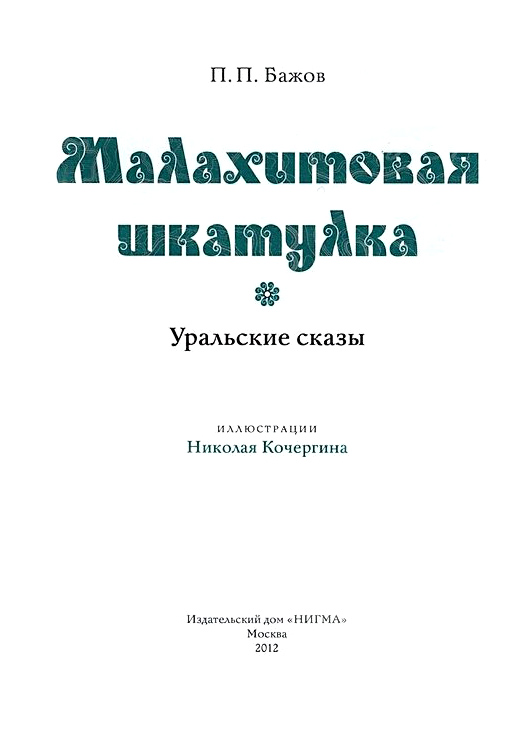
Сказ в книге издательства «НИГМА»

«Малахитовая шкатулка» — сказ Павла Бажова из его сборника «Малахитовая шкатулка», созданный на основе уральского фольклора.
Сказ был впервые опубликован нескольких номерах свердловской газеты «На смену!» (сентябрь — ноябрь 1938) и в альманахе «Уральский современник» (книга 1-я, 1938). Изначальное название — «Тятино подаренье». Был переведен на английский язык Аланом Уильямсом (Alan Moray Williams) в 1945 году и Эвой Мэннинг (Eve Manning) в 1950-х годах.
Сказ печатался в СССР и России как в сборнике сказов, так отдельной книгой и аудиокнигой.

## Сюжет
Действующие лица: вдова Настасья, имеющая троих детей, в числе которых красавица Танюша; богатый барин Турчанинов, Хозяйка Медной горы; приезжий из чужестранных земель Паротя со своей женой.
После смерти Степана мужа Настасьи, у неё осталась малахитовая шкатулка, подаренная Степану Хозяйкой Медной горы. Настасья берегла её на чёрный день, несмотря на то, что родственники уговаривали её продать шкатулку. С камушками и украшениями из шкатулки любила играться её младшая дочь — Танюшка.
Однажды в доме под видом случайной странницы появилась Хозяйка Медной горы. Она научила Танюшку вышивать шёлком и бисером, да так красиво, что о её мастерстве узнала вся округа. Выросла Танюшка и стала мастерицей, многие заводские парни хотели такую невесту, но как подступить к девушке — не знали. Тем временем Настасья решили продать шкатулку с драгоценностями, чтобы растить троих детей. Однако в семье случилась беда — все Настасьино хозяйство сгорело, осталась только малахитовая шкатулка — как Танюша ни хотела расставаться с отцовой памятью, но пришлось её продать. Купила шкатулку завистливая жена приезжего чужестранца Пароти.
Однажды приехавший на завод молодой барин Турчанинов, выкупил у жены Пароти шкатулку и узнал о Танюшке; а увидев её, решил взять в жёны. Девушка согласилась, но при условии, что он покажет ей царицу в малахитовых палатах. Но у барина вышло так, что не Танюше царицу показал, а царица велела ему представить его красавицу-невесту. На что Танюша сказала барину:

— Это ещё что придумал! Я велела мне царицу показать, а ты подстроил меня ей показывать. Опять обман! Видеть тебя больше не хочу! Получи свои камни!

С этим словом прислонилась к стенке малахитовой палаты и растаяла — все камни из шкатулки только и засверкали на этом месте. Про Танюшку с той поры на заводе ни слуху, ни духу не было. А местные жители говорили, будто Хозяйка Медной горы с тех пор двоиться стала: сразу двух девиц в малахитовых платьях люди видали.

## В культуре
- В честь этого сказа Бажова был назван его сборник «Малахитовая шкатулка», за который автор в 1943 году был удостоен Сталинской премии второй степени.
- Опера-сказ «Малахитовая шкатулка» (композитор Д. А. Батин) в 2012 была поставлена на сцене Пермского академического театра оперы и балета им. П. И. Чайковского.
- В честь 100-летия Бажова на Свердловской киностудии были сняты мультипликационные фильмы, в их числе «Малахитовая шкатулка» (1975).
- В СССР были выпущены диафильмы: «Малахитовая шкатулка» (1972), художник В. Маркин[6] и «Малахитовая шкатулка» (1987), художник В. Кульков[7].